# Xyris vacillans
Xyris vacillans är en gräsväxtart som beskrevs av Gustaf Oskar Andersson Malme. Xyris vacillans ingår i släktet Xyris och familjen Xyridaceae. Inga underarter finns listade i Catalogue of Life.